# Portia Simpson-Miller
Portia Simpson-Miller (Wood Hall, Jamaica, 12 de desembre de 1945) és una política jamaicana. Fou Primera Ministra de Jamaica des del 30 de març de 2006 fina a l'11 de setembre de 2007 i, de nou, des del gener de 2012 fins al març de 2016. També és la líder del Partit Popular Nacional de Jamaica des de l'any 2006.

## Formació
Filla de pares de religió protestant pentecostal i de raça negra (com el 90% dels jamaicans), va rebre una educació completa a l'escola primària Marlie Hill i a l'escola secundària St. Martin, i al Union Institute & University de Miami, Estats Units, pel qual va obtenir el títol de Bachelor of Artsen Administració Pública i un diploma en Computació i Programació.
Més endavant la mateixa universitat de Miami li va atorgar un doctorat honorífic en Humanitats. També va fer cursos de Gestió Avançada a la Universitat de Califòrnia a Berkeley, de Gestió Avançada i Relacions Públiques a l'Institut de Gestió i producció de Kingston, i de Participació en el Programa Executiu per a Líders en Desenvolupament al John F. Kennedy School of Government de la Universitat Harvard.

## Carrera política
Va entrar en la política el 1974, quan va sortir escollida en comicis representant de districte de Trench Town West i consellera en la Corporació de Saint Andrew i Kingston, l'òrgan de govern municipal, afiliada al Partit Nacional de el Poble (PNP), un partit d'esquerres.
Fou elegida per primera vegada al Parlament el 1976 com a representant del sud-oest de la parròquia de Saint Andrew. El 1983, el PNP va boicotejar les eleccions.
Després del seu retorn al Parlament, fou ministra durant disset anys. Primer fou ministra de Treball, Benestar i Esports de 1989 a 1993. La seva cartera canvià posteriorment a Treball i Benestar Social, des de 1993 fins a 1995 i de Treball, Seguretat Social i Esport, de 1995 a febrer de 2000; a continuació, ministra de Turisme i Esport de febrer de 2000 a octubre 2002 i després ministra de Govern Local i Esports d'octubre 2002 a 30 de març de 2006, quan va substituir Percival James Patterson com a cap del PNP i com a Primer Ministre. Fou la tercera dona a ser cap del govern al Carib i l'Amèrica del Sud anglòfons, després d'Eugenia Charles de Dominica i Janet Jagan de la Guyana.
Va dimitir l'11 de setembre de 2007 després del fracàs del seu partit en les eleccions parlamentàries a principis d'aquell mes. Es va convertir en líder de l'oposició al govern laborista dirigit successivament per Bruce Golding i Andrew Holness entre 2007 i 2011.
En les eleccions legislatives jamaicanes de desembre de 2011, guanyà Portia Simpson-Miller, obtenint 41 dels 63 escons que estaven en joc i desbancant el que fins aleshores havia estat el dirigent més jove en aquell país, Andrew Holness. Així doncs, el 5 de gener de 2012 fou nomenada primera ministra, per segona vegada en la seva carrera política.

## Distincions
- El 2007, fou classificada com a la 81a dona més poderosa del món per la revista Forbes.